# Malagiella
Genre
Malagiella est un genre d'araignées aranéomorphes de la famille des Oonopidae.

## Distribution
Les espèces de ce genre sont endémiques de Madagascar.

## Description
Les mâles mesurent de 1,0 à 1,7 mm et les femelles de 1,3 à 1,9 mm. Ces araignées sont de jaune-orange à brun-rougeâtre.

## Liste des espèces
Selon World Spider Catalog (version 15.0, 2014) :
- Malagiella ambalavo Ubick & Griswold, 2011
- Malagiella andringitra Ubick & Griswold, 2011
- Malagiella fisheri Ubick & Griswold, 2011
- Malagiella goodmani Ubick & Griswold, 2011
- Malagiella nikina Ubick & Griswold, 2011
- Malagiella ranavalona Ubick & Griswold, 2011
- Malagiella ranomafana Ubick & Griswold, 2011
- Malagiella toliara Ubick & Griswold, 2011
- Malagiella valterova Ubick & Griswold, 2011
- Malagiella vohiparara Ubick & Griswold, 2011

## Publication originale
- Ubick & Griswold, 2011 : The Malagasy goblin spiders of the new genus Malagiella (Araneae, Oonopidae). Bulletin of the American Museum of Natural History, no 356, p. 1-86 (texte intégral).